# Bolón (Yucatán)
Bolón es una localidad ubicada en el municipio de Umán del estado mexicano de Yucatán.
Tiene una altitud de 7 metros sobre el nivel del mar y se ubica al sur del estado y se ubica en las coordenadas geográficas 20°51′00″N 89°49′50″O / 20.85000, -89.83056.
Según el censo realizado por el INEGI en 2010, era la segunda mayor población del municipio, solo después de la cabecera municipal (Umán).

## Servicios públicos
Según el censo de 2005, en Bolón hay un total de 305 hogares, de los cuales 291 son viviendas, 20 tienen piso de tierra y unos 118 consisten de una sola habitación, 139 de todas las viviendas tienen instalaciones sanitarias, 258 son conectadas al servicio público y 265 tienen acceso a la luz eléctrica. La estructura económica permite a 105 tener una lavadora y 244 tienen una televisión.

## Educación
Según el censo de 2005, en la población hay 176 analfabetos de 15 y más años, 12 de los jóvenes entre 6 y 14 años no asisten a la escuela. De la población a partir de los 15 años 114 no tienen ninguna escolaridad, 448 tienen una escolaridad incompleta, 199 tienen una escolaridad básica y 43 cuentan con una educación posterior a básica. Un total de 45 de la generación de jóvenes entre 15 y 24 años de edad han asistido a la escuela, la mediana escolaridad entre la población es de 5 años.

## Demografía
Según el censo de 2005 realizado por el INEGI, la población de la localidad era de 1.271 habitantes, de los cuales 630 eran hombres y 641 eran mujeres; mientras que en el 2010, el INEGI reportó un total de 1.392 habitantes.
| 308                         | 319 | 427 | 416 | 355 | 379 | 346 | 554 | 614 | 931 | 1,046 | 1,113 | 1,271 | 1,392 |
| (Fuente: INEGI [Consultar]) |     |     |     |     |     |     |     |     |     |       |       |       |       |

## Galería

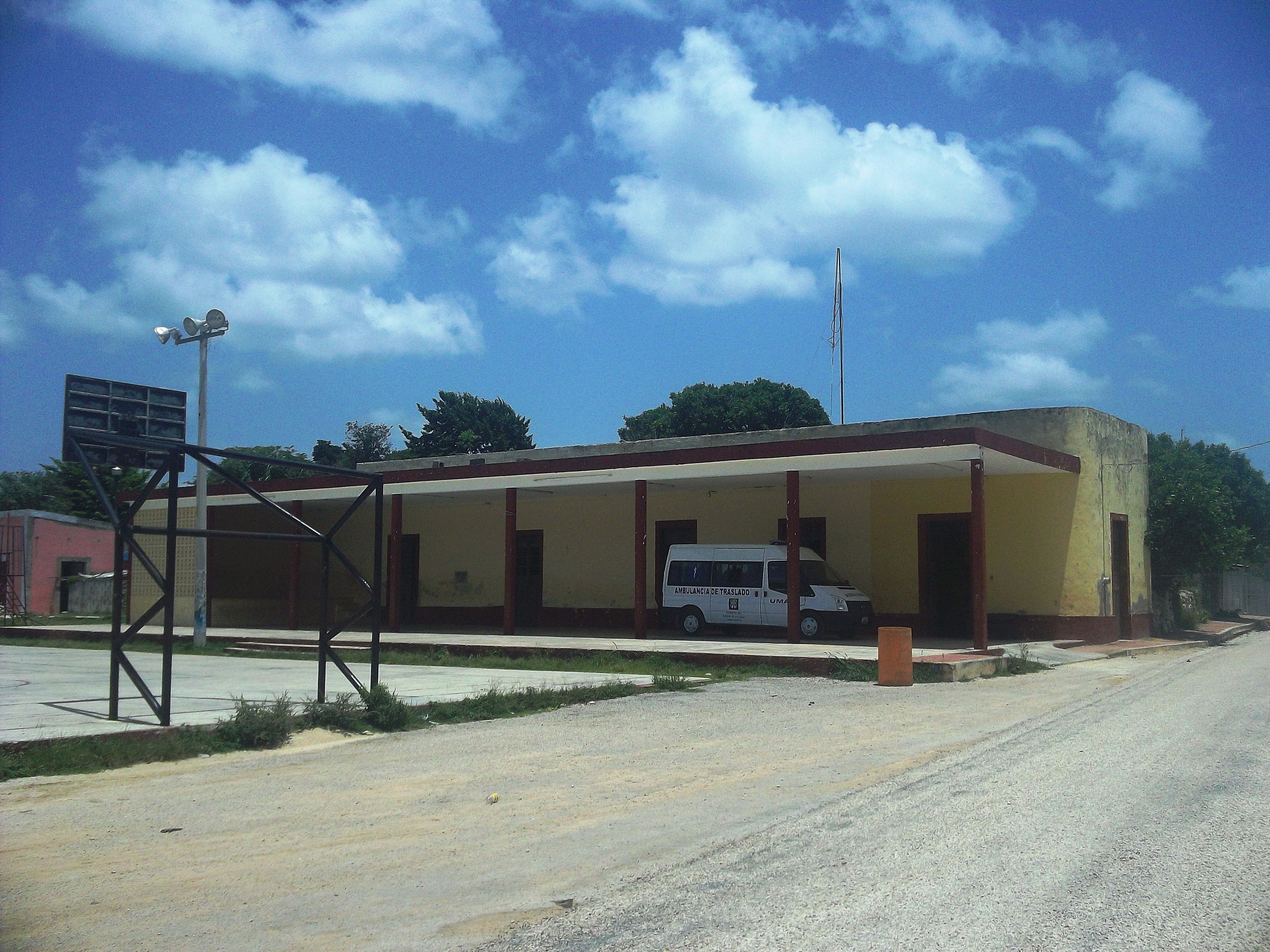
Casa comisarial de Bolón.
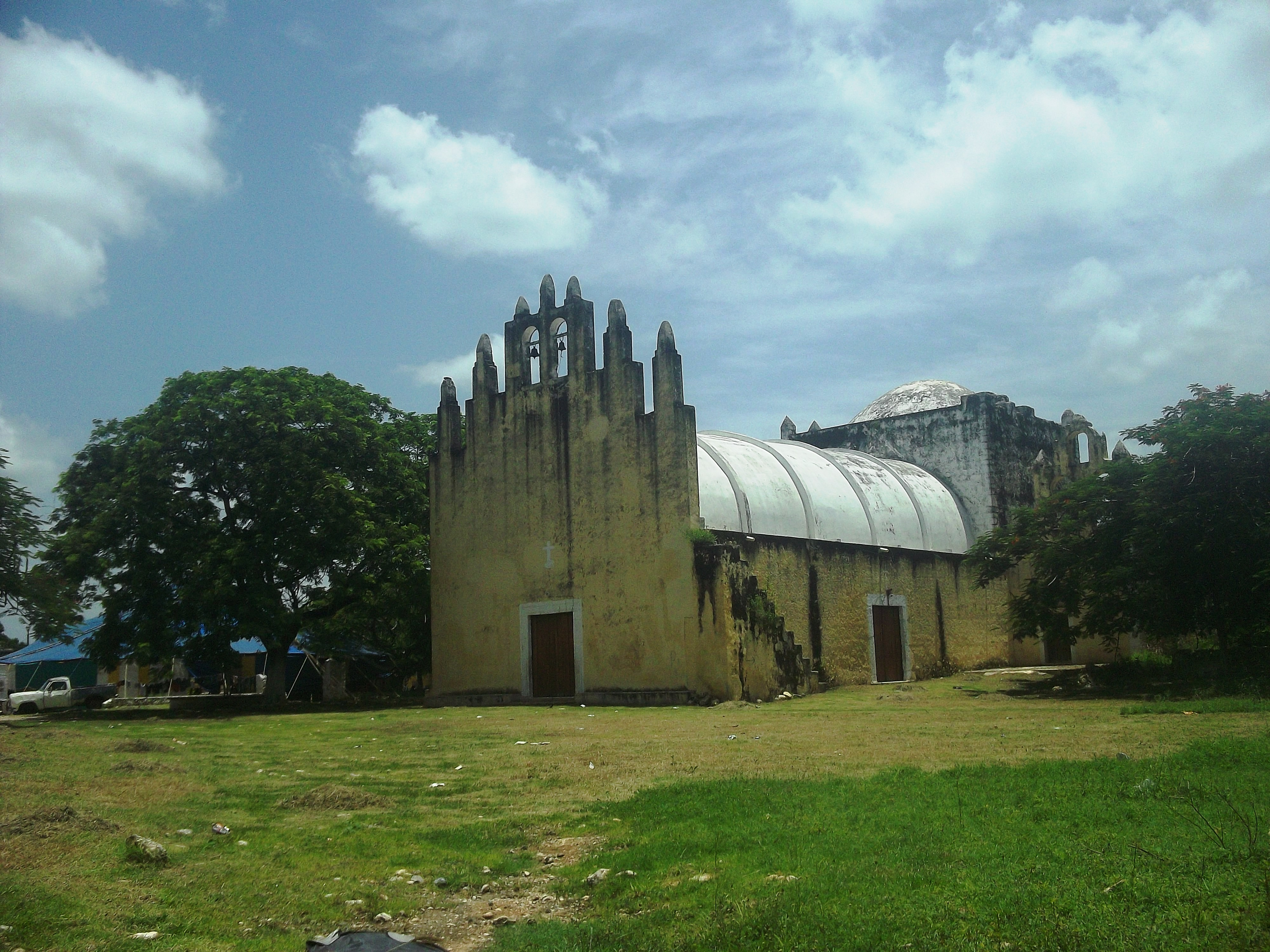
Iglesia de Bolón.
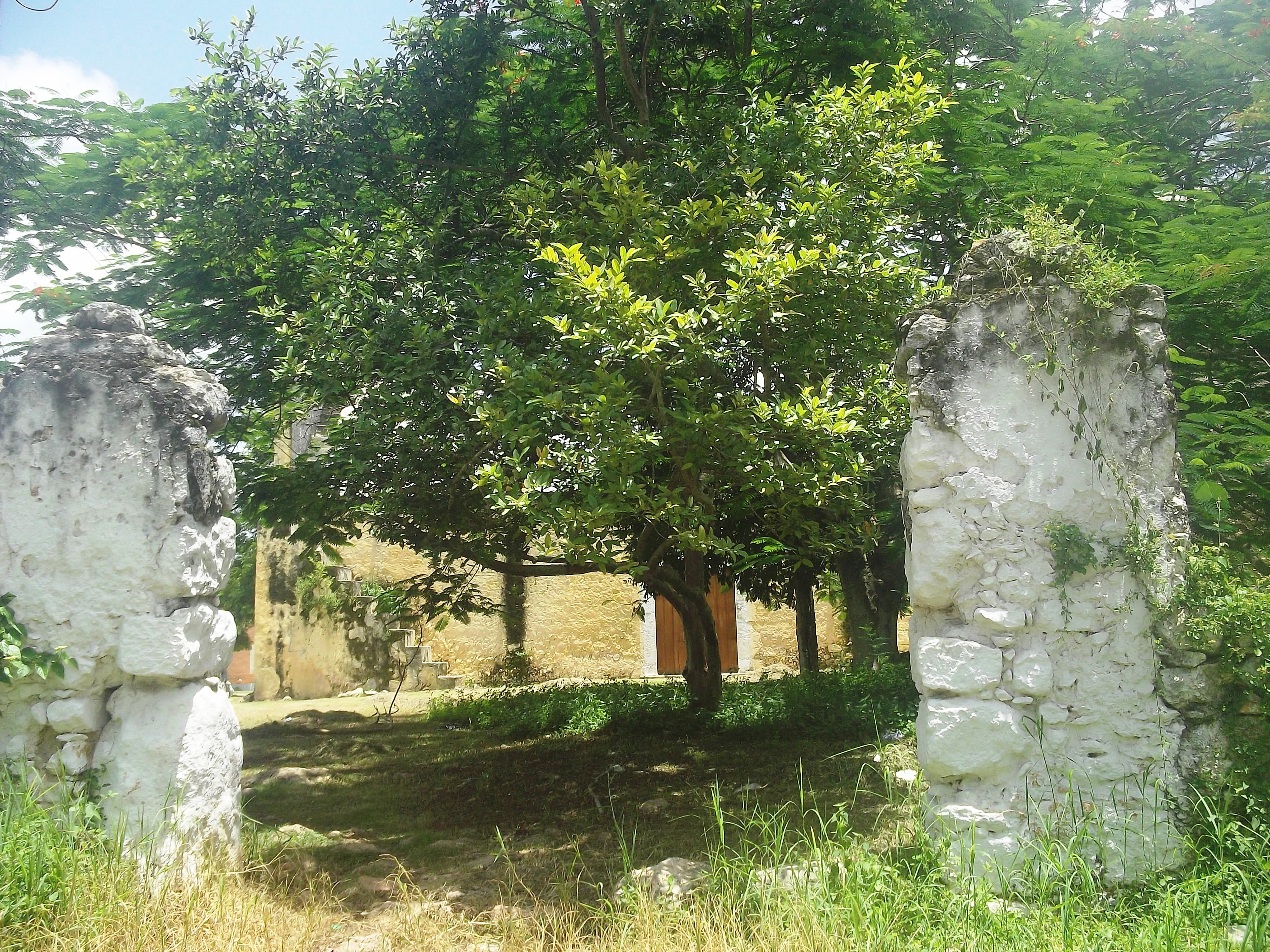
Iglesia de Bolón.
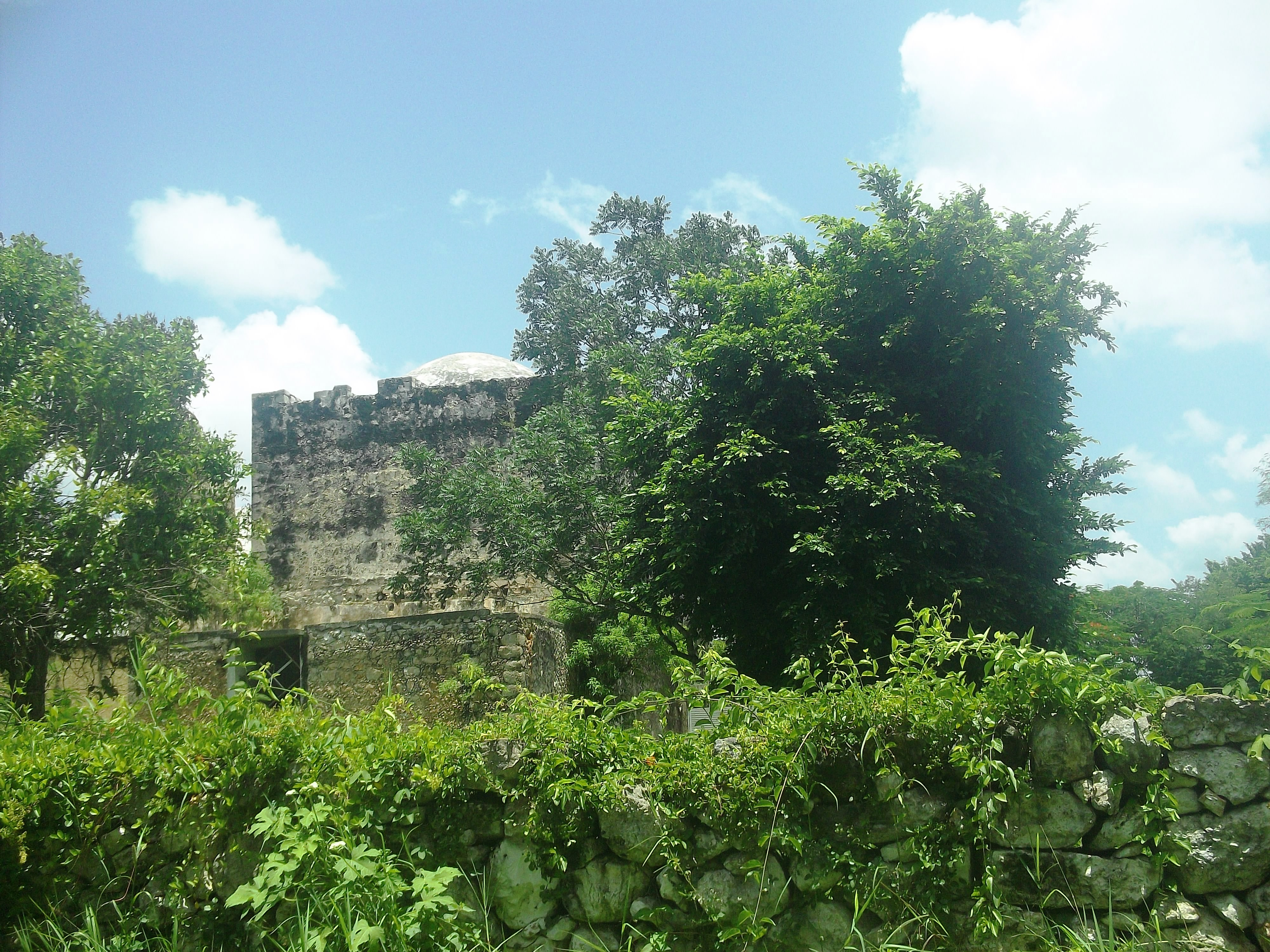
Iglesia de Bolón.
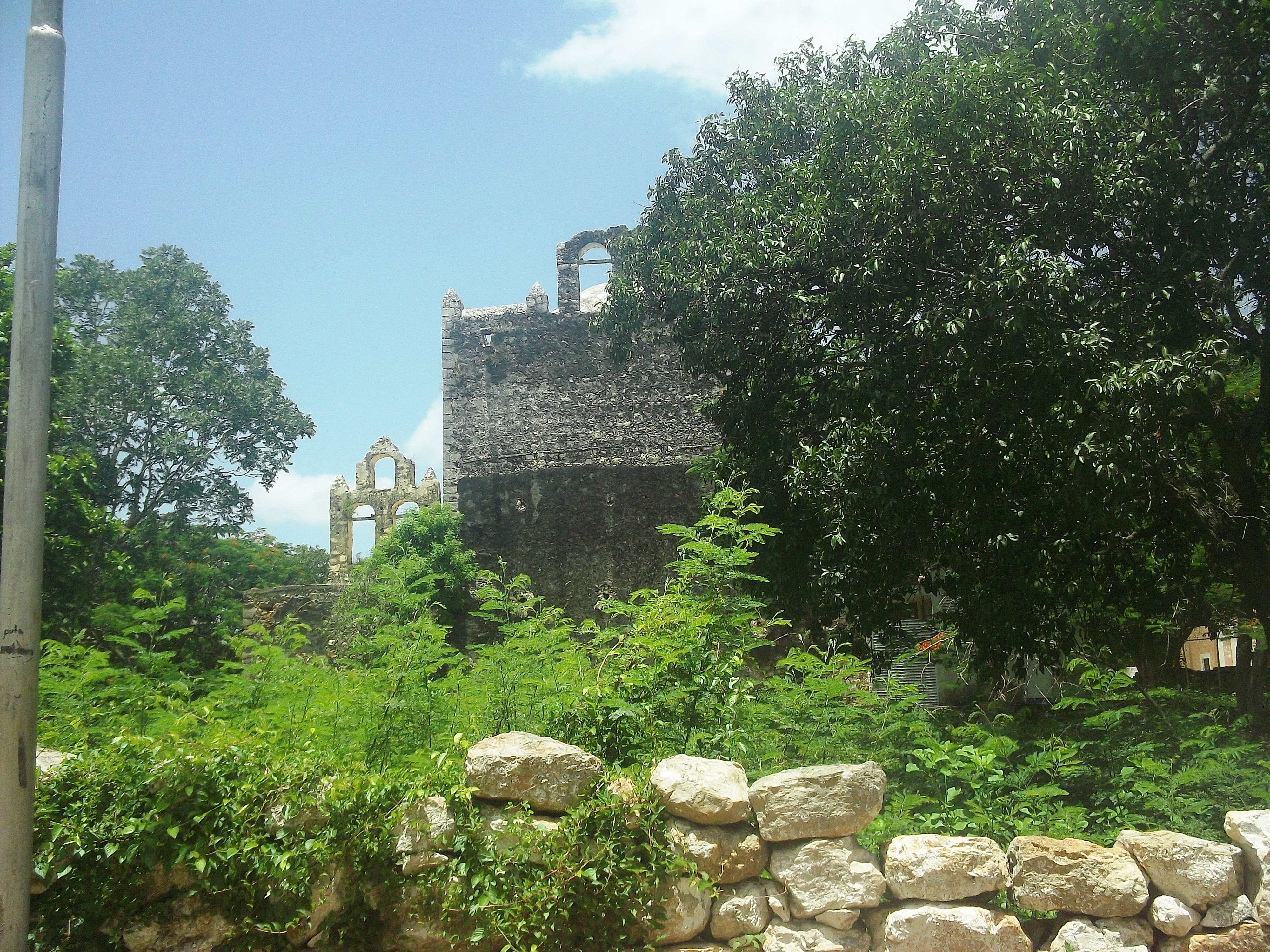
Iglesia de Bolón.